# علی رحیمی بازیگر

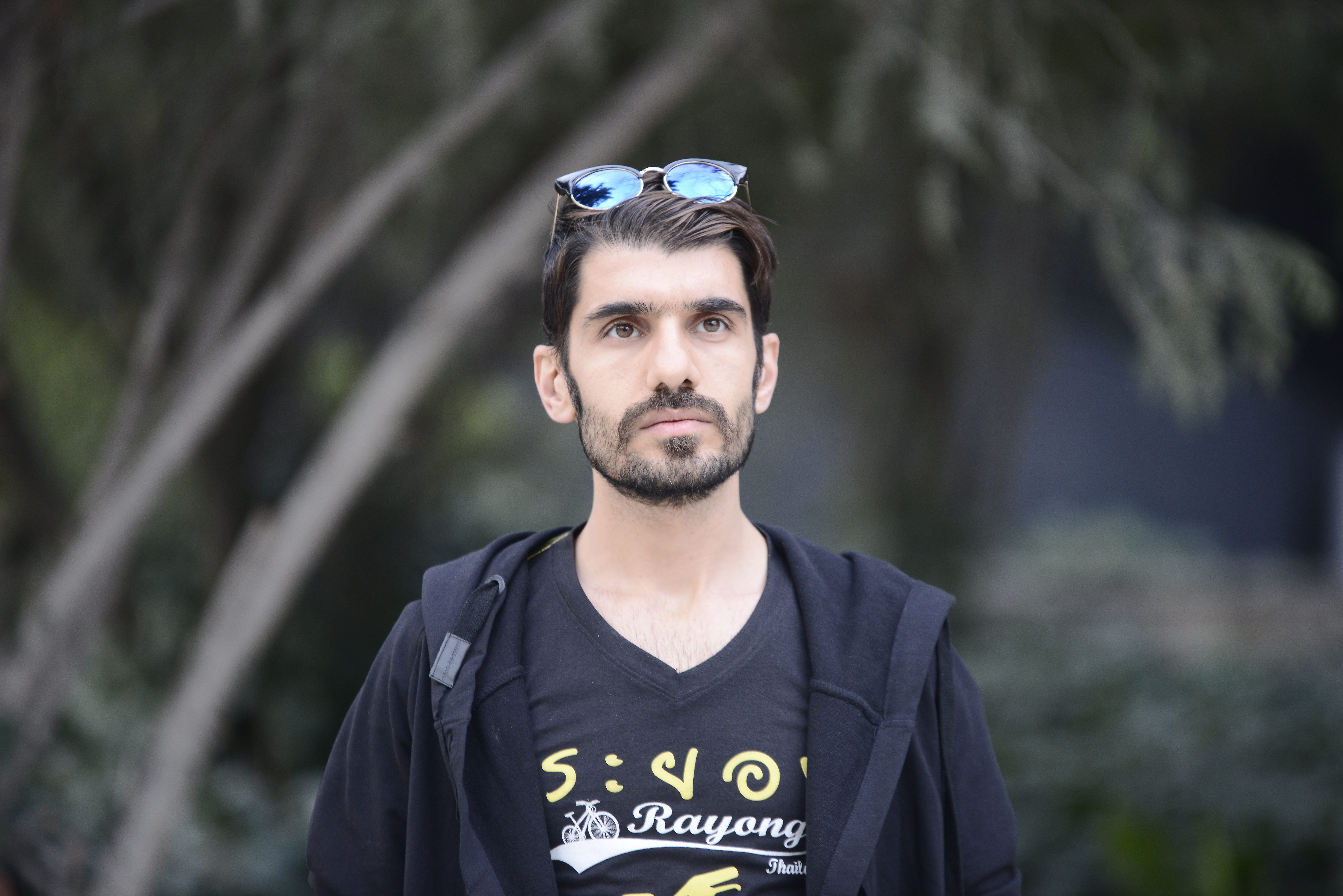

علی رحیمی (زادهٔ ۱ فروردین ۱۳۶۶ در تهران) بازیگر سینما، تلویزیون و تئاتر اهل ایران است. او فعالیت حرفه‌ای خود را از سال ۱۳۸۹ با نمایش «زمستان ۶۶» آغاز کرد. در ادامه با ایفای نقش در فیلم‌های بلند، کوتاه و سریال‌های مطرح، جایگاه خود را در میان بازیگران معاصر تثبیت کرد.
رحیمی پس از فعالیت در تئاتر، وارد سینما و تلویزیون شد و در آثار مختلفی ایفای نقش کرده‌است. از جمله فیلم‌های سینمایی او می‌توان به دختر, پل خواب, اتاق تاریک, پیرپسر و نوبت لیلی اشاره کرد.
وی با نقش‌آفرینی در فیلم پیرپسر به شهرت رسید. این فیلم در پنجاه و سومین جشنواره بین‌المللی فیلم روتردام ۲۰۲۳ حضور داشت و جایزهٔ «VPRO Tiger» بهترین فیلم از بخش پرده بزرگ را کسب کرد. از دیگر جوایز این فیلم می‌توان به دریافت بهترین فیلم داستانی در جشنواره فیلم لندن بریز، بهترین فیلم در جشنواره فیلم گالوی ایرلند، بهترین فیلم در جشنواره فیلم‌های ایرانی نیویورک و همچنین تقدیر برای بهترین عملکرد و اجرای بازیگران در جشنواره بین‌المللی فیلم ترانسیلوانیا اشاره کرد.
در تلویزیون، علی رحیمی با ایفای نقش در سریال‌های نوبت لیلی و روزهای روشن شناخته شد.

## مصاحبه‌ها و دیدگاه‌ها
در تیرماه ۱۴۰۳، علی رحیمی در واکنش به انتقادهای تند مسعود فراستی از فیلم «پیرپسر»، نامه‌ای منتشر کرد که در فضای مجازی بازتاب گسترده‌ای داشت. او در این نامه، نقد فراستی را به رفتار «غلام قصهٔ ما» تشبیه کرد و نوشت: «شما شبیه غلام قصه‌ٔ ما رفتار کردید، با این تفاوت که او از ابتدا پست بود و حسابش مشخص!» این واکنش صریح، با بازنشر گسترده در شبکه‌های اجتماعی و رسانه‌های هنری همراه شد و به گفتهٔ برخی، پاسخی به موج نقدهای تند نسبت به فضای جشنوارهٔ فیلم فجر نیز تلقی می‌شد.

## انتقاد علی رحیمی به مسعود فراستی
در سال ۱۴۰۴، علی رحیمی، بازیگر فیلم پیرپسر، در واکنش به نقدهای مسعود فراستی، یادداشتی انتقادی منتشر کرد. رحیمی در این یادداشت از رویکرد تخریب‌گرایانه فراستی انتقاد کرد و نوشت که نقدهای او بدون تحلیل، بدون نشانه‌شناسی، و بدون توجه به روایت و میزانسن فیلم هستند. وی افزود که نسل امروز نقد را با جدیت می‌خواند اما فراستی همچنان در گذشته مانده است.
رحیمی همچنین به ویژگی‌های مثبت فیلم پیرپسر اشاره کرد و اظهار داشت که این فیلم از منظر زیبایی‌شناسی و کارگردانی قابلیت بررسی در کلاس‌های سینمایی را دارد، اما فراستی حتی یک جمله تحلیلی درباره آن بیان نکرده است.
این یادداشت علی رحیمی در فضای مجازی بازتاب گسترده‌ای داشت و توجه بسیاری از کاربران و رسانه‌ها را جلب کرد.

## فیلم‌شناسی

### تئاتر و فیلم کوتاه
- زمستان ۶۶ (تئاتر، ۱۳۸۹)
- آسمان خاکی (فیلم کوتاه، ۱۳۹۱) به کارگردانی وحید بی طرفان
- سالمون (فیلم کوتاه، ۱۳۹۹) به کارگردانی افشین اخلاقی
- هستی و زمان (فیلم کوتاه، ۱۴۰۰) به کارگردانی مانی باغبانی

### تلویزیون
- سریال نوبت لیلی به کارگردانی روح‌الله حجازی (۱۴۰۰)
- سریال روزهای روشن به کارگردانی وحید امیرخانی (۱۴۰۱)

### سینما
- گدایان تهران به کارگردانی سیامک خواجه وندی (۱۳۹۱)
- پل خواب به کارگردانی اکتای براهنی (۱۳۹۳)
- دختر به کارگردانی رضا میرکریمی (۱۳۹۴)
- فصل بلوغ به کارگردانی رهبر قنبری (۱۳۹۴)
- اتاق تاریک به کارگردانی روح‌الله حجازی (۱۳۹۶)
- ژن خوک به کارگردانی سعید سهیلی (۱۳۹۷)
- لتیان به کارگردانی علی تیموری (۱۳۹۷)
- روشن به کارگردانی روح‌الله حجازی (۱۳۹۸)
- پیرپسر به کارگردانی اکتای براهنی (۱۴۰۱)

## جوایز
- برنده جایزه VPRO Tiger برای فیلم «پیرپسر» در پنجاه‌وسومین جشنواره بین‌المللی فیلم روتردام[۴]